# Geoffroyus
Geoffroyus é um género de papagaio da família Psittacidae.
Este género contém as seguintes espécies:
- Geoffroyus geoffroyi (Bechstein, 1811)
- Geoffroyus heteroclitus (Hombron & Jacquinot, 1841)
- Geoffroyus simplex (A. B. Meyer, 1874)
- Geoffroyus hyacinthinus (Maior, 1931)[2]